# U Make Me Wanna
«U Make Me Wanna» es una canción del rapero estadounidense Jadakiss de su segundo álbum en solitario, Kiss of Death (2004). Jadakiss la escribió junto con la cantante estadounidense Mariah Carey (que también participa en la canción) y Scott Storch, quien también la produjo. Se publicó como tercer sencillo en 2004, convirtiéndose en el tercer sencillo de Jadakiss que llegó al top cuarenta en Estados Unidos. En la canción, Jadakiss le dice a Carey que ella le hace querer..., sin terminar la frase, mientras Carey le responde, deletreando, "K-I-S-S me" (Bésame).

## Grabación
Jadakiss y Mariah Carey habían colaborado anteriormente en el remix "Bad Boy" de Honey (donde Jadakiss aparece como miembro del grupo The Lox) y en Miss You, canción que se iba a incluir en el álbum de la cantante Charmbracelet (2002) y que se publicó posteriormente. También trabajaron juntos en el remix producido por DJ Clue del sencillo We Belong Together (2005). U Make Me Wanna fue la primera colaboración entre Jadakiss y Mariah Carey que apareció en un álbum de Jadakiss. Por el contrario, las cuatro canciones en las que trabajaron juntos hasta entonces, con la excepción de U Make Me Wanna, aparecieron en álbumes de Mariah Carey.
Mariah Carey creó el estribillo de la canción de forma accidental, cuando escuchó la versión instrumental y, de forma simultánea, cantó "K-I-S-S, Me".

## Lanzamiento
El sencillo llegó al número veintiuno de la lista estadounidense Billboard Hot 100. Comparado con otros singles del álbum Kiss of Death, su comportamiento en las listas fue normal. U Make Me Wanna entró en los diez primeros puestos de la lista Hot R&B/Hip-Hop Singles & Tracks. La posición de la canción en las listas estadounidenses se debió por completo al número de veces que se emitió en la radio, ya que no se publicó ningún maxisencillo 12". U Make Me Wanna se convirtió en uno de los mayores éxitos de Mariah Carey en ese periodo, antes del lanzamiento de su álbum The Emancipation of Mimi (2005). El sencillo permaneció en la lista Hot 100 durante trece semanas. No entró en las diez primeras posiciones, al contrario que I Know What You Want, single Busta Rhymes con Mariah Carey, aunque alcanzó mejores posiciones que otros sencillos de la cantante en aquellos años.
El vídeo fue dirigido por Sanaa Hamri. En él, aparece Jadakiss en su casa con una mujer a la que le canta la canción. Mariah Carey aparece al final del vídeo divirtiéndose con un grupo en la casa. Carey quiso participar en el vídeo como la mujer protagonista, aunque al final tuvo que conformarse con una pequeña aparición.

## Posicionamiento
| Listas (2004)                            | Posición |
| ---------------------------------------- | -------- |
| EE. UU., Billboard Hot 100               | 21       |
| EE. UU., Billboard Hot R&B/Hip-Hop Songs | 8        |
| EE. UU., Billboard Hot Rap Tracks        | 9        |
| EE. UU., Billboard Rhythmic Top 40       | 34       |

- Datos: Q3547590